# Vincent Guillier
 (mars 2016).
Si vous disposez d'ouvrages ou d'articles de référence ou si vous connaissez des sites web de qualité traitant du thème abordé ici, merci de compléter l'article en donnant les références utiles à sa vérifiabilité et en les liant à la section « Notes et références ».
Vincent Guillier, né le 16 mai 1978  à Senlis, est un poète, traducteur et critique littéraire français, spécialiste d'écrivains et plus particulièrement de l'œuvre de Maurice Blanchard.
Il s'intéresse aux grandes figures méconnues de l'art, notamment le regretté Jean Colin d'Amiens.

## Biographie
Diplômé en lettres classiques et en lettres modernes, Vincent Guillier étudie la philosophie à l’université de Picardie où il soutient une maîtrise en 2005.
Parallèlement, il organise deux expositions « Rencontres littéraires, le monde qui nous entoure » avec les affaires culturelles de l’université de Picardie et les archives de la bibliothèque de la ville d’Amiens, dans le but de redécouvrir des auteurs et des artistes comme Pierre Garnier, Heinrich Böll, Léopold Sédar Senghor, Maurice Blanchard, Nicolas Beauduin, Jean Collin d’Amiens, etc.
Passionné par l'œuvre de Maurice Blanchard, il écrit une biographie, monte des expositions à son sujet et présente les travaux du poète à divers éditeurs. Il permet ainsi la réédition de Blanchard aux éditions Le Dilettante et aux Cahiers de L'Arbre.
Également poète, il a publié deux plaquettes de poésie chez de petits éditeurs. Il fait des conférences, des interventions et des lectures et a dirigé et traduit une anthologie de chants de troubadours galégo-portugais.
Par ailleurs, il participe au projet de mise en réseau des maisons d’écrivains en Picardie.

## Engagement associatif
Son engagement pour la redécouverte des anciennes techniques d’impression lui valent une reconnaissance locale, car il utilise une presse type minerve afin d'imprimer des textes jamais publiés. Son activité est rare, et il est donc un ouvrier typographe, l'un des seuls encore actifs en France.

## Publications

### Ouvrages
- 2001 : Maurice Blanchard : L'homme et ses miroirs (essai), préface de Jean-Hugues Malineau, prélude par Jean-Marie Lapouge, Montdidier, SERHAM (Société d’études et de recherches historiques et archéologiques de Montdidier et sa région).
- 2007 : Maurice Blanchard, l’avant-garde solitaire (biographie), préface de Jean-Hugues Malineau, Paris, L'Harmattan.
- 2007 : Géographie invisible (poésie), Fundamentale.
- 2007 : Noigandres (poésie), Cahiers de l'Arbre.

### Travaux d'édition et de traduction
- 2003 : Documents inédits de Maurice Blanchard, direction de l'exposition et du catalogue, université Jules-Verne.
- 2006 : La Hauteurs des murs, de Maurice Blanchard, préface et notes, Le Dilettante.
- 2008 : Chronique des paysages picards, de Pierre Garnier, préface, Librairie du Labyrinthe[3].
- 2008 : Chants des troubadours galégo-portugais, présentation et traduction, Éditions Convivium Lusophone.
- 2012 : Pseudo-Kant, Histoire authentique de mon voyage au paradis, traduit de l'allemand et présenté par Vincent Guillier, Éditions de l'Éclat  (ISBN 978-2-8416-2274-0).
- 2014 : Severino Borges, Dominique Scaglia, Le Vrai Roman du héros Jean de Calais, adapté par Vincent Guillier, Les Arêtes  (ISBN 978-2-91588-637-5).
- 2016 : John Ruskin, Économie politique de l'art - Une joie pour toujours, traduit de l'anglais et présenté par Vincent Guillier, Encrage Édition  (ISBN 978-2-36058-067-5).